# پرشتینیتسه
پرشتینیتسه (به چکی: Přeštěnice) یک ناحیه در جمهوری چک است که در ناحیه پیسک واقع شده‌است. پرشتینیتسه ۹٫۷۸ کیلومتر مربع مساحت و ۲۹۳ نفر جمعیت دارد و ۵۶۸ متر بالاتر از سطح دریا واقع شده‌است.